# Sóshartyán
Sóshartyán è un comune dell'Ungheria di 958 abitanti (dati 2001). È situato nella contea di Nógrád.